# RTG型美铁燃气轮机动车组
RTG型美铁燃气轮机动车组（英文原名：RTG Turboliner）是美铁曾经使用的一型燃气轮机客运动车组，是“美铁燃气轮机动车组”的一个子型号，现已全部退役。RTG（缩写自法语的“Rame à Turbine à Gaz”，中文为“燃气轮机列车”），是法国企业ANF出品的“法国国铁T2000型燃气轮机动车组”的美国化版本（与法国高速列车中的第一型列车、早期验证型列车TGV 001有关）。“RTG型美铁燃气轮机动车组”包含有“RTG型”和“RTG-2型”两个子型号，其中“RTG-2型”由既有“RTG型”升级而来。

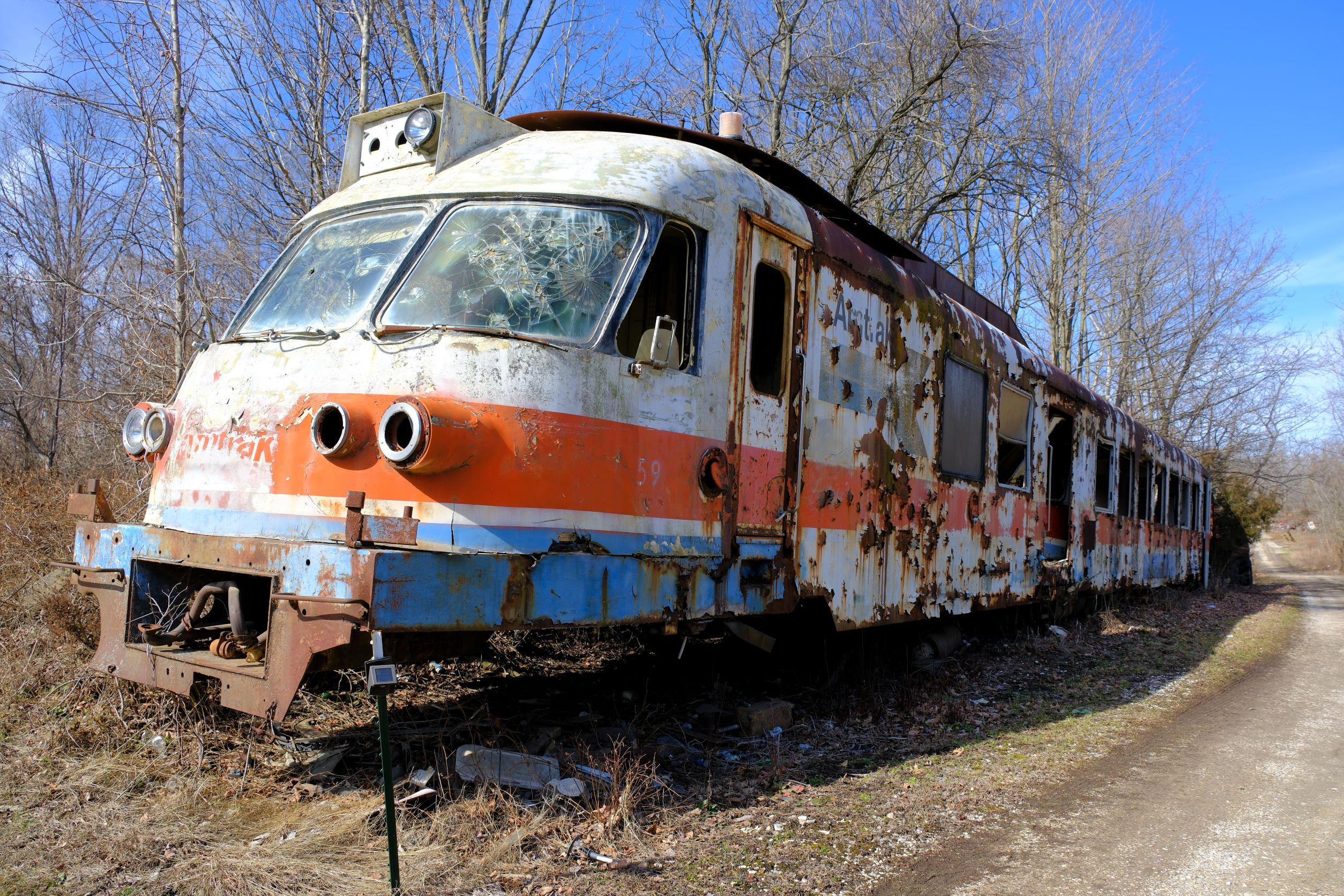
退役后放置于美国印第安纳州达格一处私人土地上的“RTG型美铁燃气轮机动车组”，照片拍摄于2023年2月18日。

## 概述

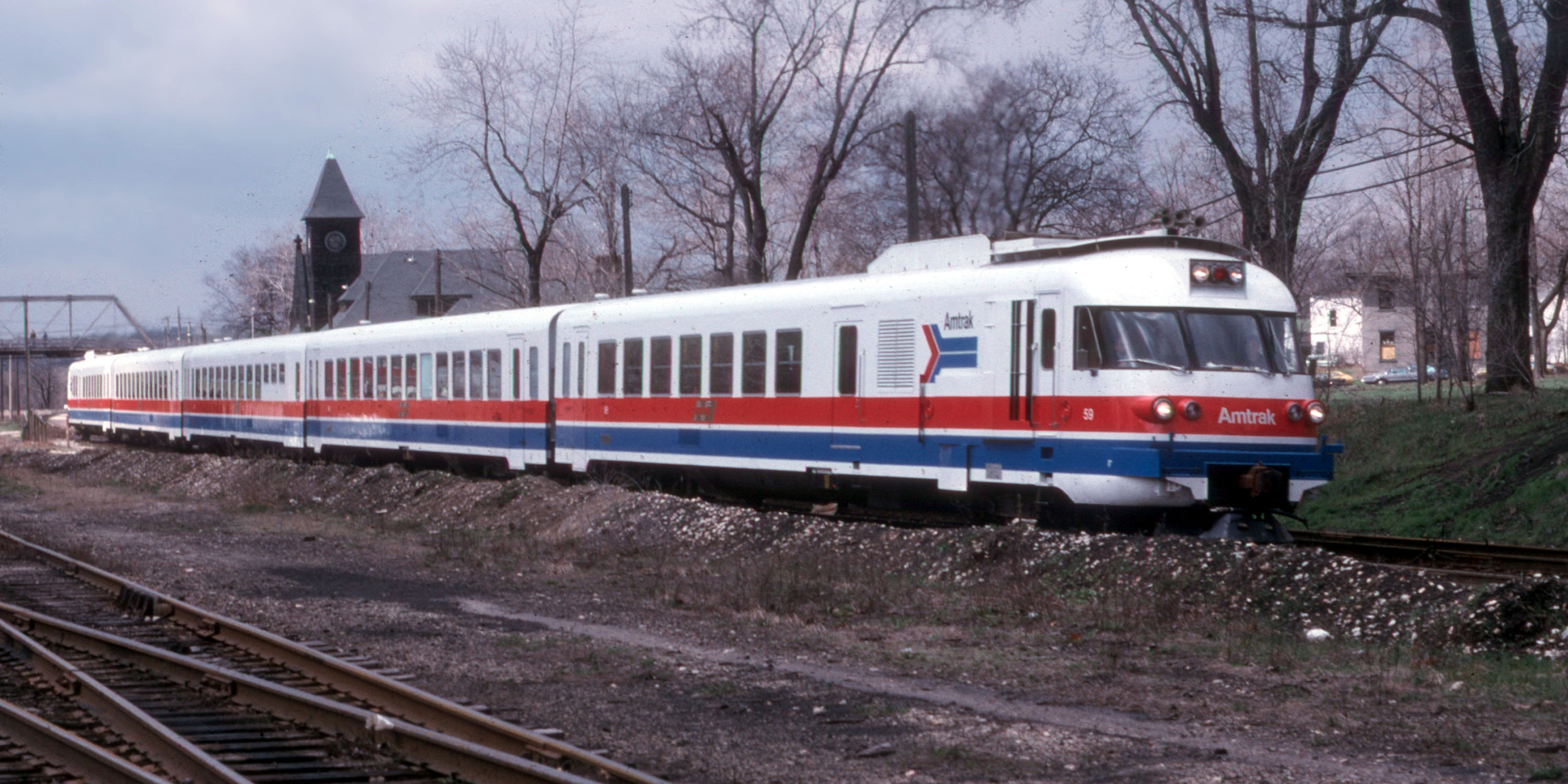
“RTG型美铁燃气轮机动车组”外部全景（1975年4月19日拍摄）

车钩使用欧洲常见的“缓冲饼和链式车钩”，因其原型车是由法国企业ANF为法国国家铁路公司在法国制造的。 另一个变化是安装了顶部安装的内森工业公司P1234A5喇叭，这是基于常见的内森工业公司P5喇叭的研制的。 美铁获得了美国联邦铁路管理局的永久豁免，该豁免免除了“RTG型美铁燃气轮机动车组”80万磅（362873.9公斤）的缓冲强度要求。 这型动车组符合国际铁路联盟制定的较低标准。 该型动车组为5节编组，包括：头尾两节动力车（动力车设有乘客座舱）、两节座位车和一节餐车/座位车合造车。列车由分别位于头尾动力车的两台1140马力（850千瓦）的Turbomeca Turmo III型燃气轮机提供动力。 转向架使用法国企业克勒索-卢瓦尔的产品。 列车正中间的车厢即为餐车/座位车合造车。 该型动车组的5节车厢中的两节头尾动力车设有44个乘客座位，两节位于头尾动力车厢旁边的座位车各设有80个乘客座位，餐车/座位车合造车拥有60个乘客座位，列车最高载客量为308人。
| 车厢类别   | 动力车 | 座位车 | 餐车/座位车合造车 | 座位车 | 动力车 |
| ---------- | ------ | ------ | ----------------- | ------ | ------ |
| 乘客座位数 | 44     | 80     | 60                | 80     | 44     |
| 有无驾驶室 | 有     | 无     | 无                | 无     | 有     |
| 有无动力   | 有     | 无     | 无                | 无     | 有     |
| 参考来源   | [ 1 ]  | [ 1 ]  | [ 1 ]             | [ 1 ]  | [ 1 ]  |

车厢之间的通过台处、乘客座舱和车厢外门之间均设有双扇式滑动门，因此在车厢之间移动的乘客必须经过三组车门。该型动车组虽采用高地板设计却无法使用高站台，因其设有配合低站台的外门台阶，却没有配合高站台的覆盖外门台阶的翻板。

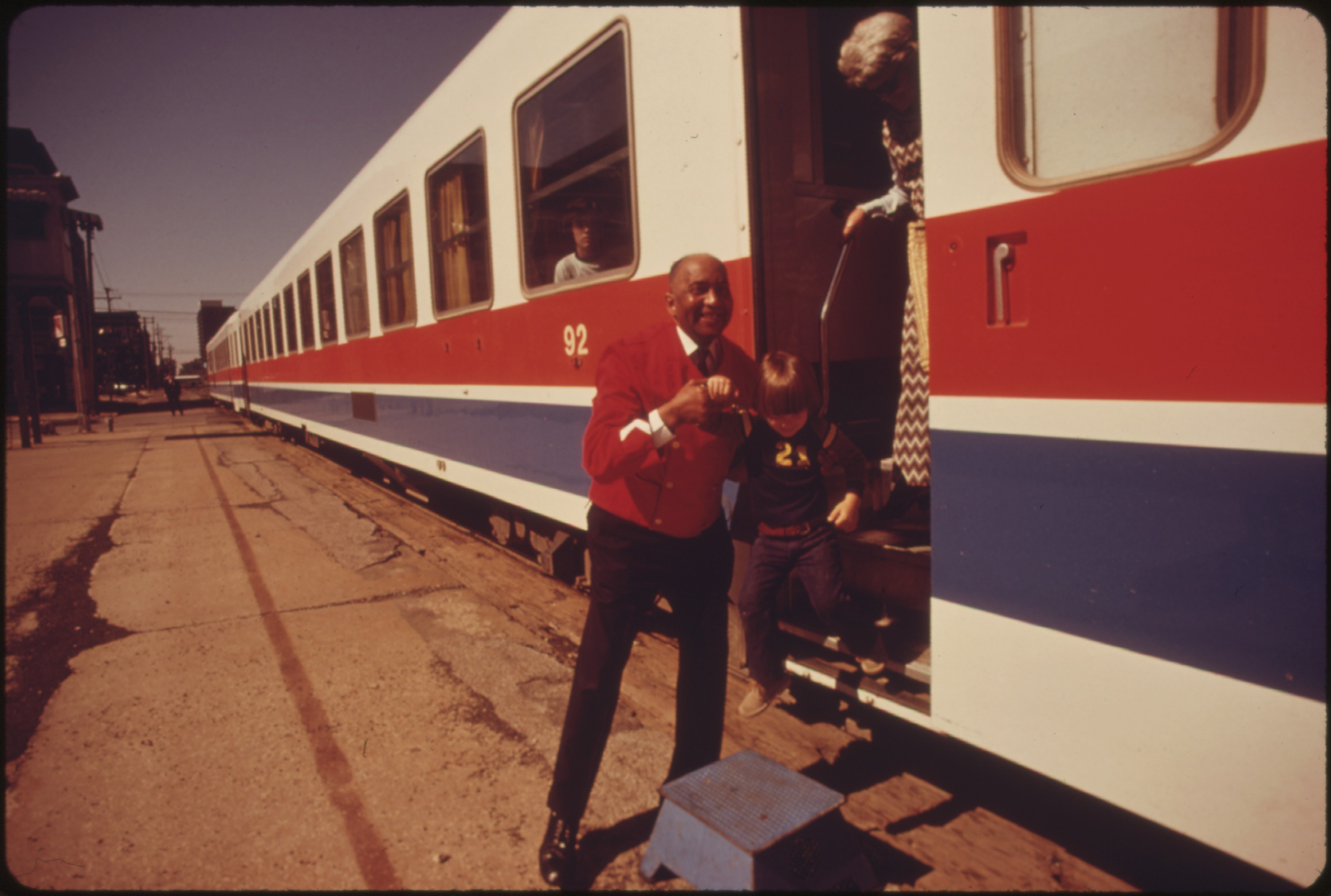
列车上下客时的照片。可以看出其设有配合低站台的外门台阶，却没有配合高站台的覆盖外门台阶的翻板，这使其虽采用高地板设计却无法使用高站台。

## 历史和服务

### RTG型
1973年8月，美铁以每月85000美元的价格从ANF租赁了两列“RTG型美铁燃气轮机动车组”，租期18个月，并有权在未来买入。 这批列车基地位于芝加哥，最初服务于芝加哥↔圣路易斯之间。美铁将“美铁燃气轮机动车组”称为“自波音747以来最重磅的旅游新闻”。
1973年9月28日，《火车》杂志主编大卫·P·摩根（David P. Morgan）登上了芝加哥↔圣路易斯的首次列车，离开时留下了复杂的印象。他称赞了大尺寸车窗，并将其与巴德都市圈动车组“步枪槽大小”的窗户进行了比较，但对狭窄的过道、通过能力差的车厢之间的通过台和座椅舒适性提出了质疑。他发现列车十分平稳，即使在不那么平顺轨道上。
与之前的柴油动力火车相比，其优点包括实用性更强、通过弯道的速度更高、重量更轻，从而减少了轨道磨损。 美铁对其可靠性印象深刻，直接购买了这型动车组，并增购了4列这型动车组，于1975年在芝加哥↔密尔沃基和芝加哥↔底特律的线路上投入使用。 六列动车组的买入价格为1800万美元。 美铁计划为连接波士顿和纽约市之间的部分电气化的铁路东北走廊额外订购14列该型动车组。这样做需要大幅提高这两个城市之间的火车票价，而美国运输部阻止了这一提议。
美铁在芝加哥布莱顿地社区原海湾、莫比尔和俄亥俄铁路的一个客技站的旧址上为所有6列该型动车组建立了一个单独的维护设施。 该设施于1981年“RTG型美铁燃气轮机动车组”退役后关闭；根据美铁的说法，与传统火车相比，该型动车组的运行成本太高。该型动车组被封存在美铁位于美国印第安纳州比奇格罗夫的比奇格罗夫车辆段。 赎罪日战争后燃料价格飙升是退役封存的重要原因。

#### 各地运用

##### 芝加哥↔圣路易斯
当时的“美铁燃气轮机动车组”每日在芝加哥↔圣路易斯的铁路上往返两次，使用“美铁燃气轮机动车组”这一列车命名，取代了之前的亚伯拉罕·林肯号列车和草原州号列车。美铁还在芝加哥↔底特律、芝加哥↔密尔沃基两条线路上实验性投放“美铁燃气轮机动车组”。因受轨道的局限而使得“美铁燃气轮机动车组”运营速度最高仅为127公里/小时（79英里/小时），但比之前的旅客列车更加干净、舒适、安静、可靠。运行首年即令芝加哥↔圣路易斯的旅客列车运行时间从5.5小时降至5小时。美国联邦铁路管理局拒绝了美铁将限速提高到140千米/小时（90英里/小时）的请求，理由是沿线信号系统不允许。到1974年底，“美铁燃气轮机动车组”已经失宠，原因包括餐车服务不佳、5节固定编组无法在客流高峰期增加运力。1975年，“美铁普运型铁路客车”和新型柴油机车的组合取代了这批“美铁燃气轮机动车组”。

##### 芝加哥↔底特律
“美铁燃气轮机动车组”于1975年4月10日抵达底特律。新增加的列车使美铁能够在4月底在芝加哥↔底特律的铁路线路上增加旅客列车班次；第3列“美铁燃气轮机动车组”于5月抵达芝加哥↔底特律的铁路线路上，使芝加哥↔底特律的旅客列车线路成为“全美第一条全燃气轮机动力旅客列车线路”。经过一年的运营，这一线路上的客运量增加了72%。因“RTG型美铁燃气轮机动车组”为5节固定编组，这使得在客流高峰期时无法通过加挂车厢以增加载客量。1976年，美铁用一台传统机车牵引多节当时新上线的“美铁普运型铁路客车”的组合取代了其中一列“RTG型美铁燃气轮机动车组”。1981年，随着更多“美铁普运型铁路客车”上线，“RTG型美铁燃气轮机动车组”全部退役。

##### 芝加哥↔密尔沃基
1975年6月1日，美铁开始在往返于芝加哥↔密尔沃基的海华沙线列车使用“美铁燃气轮机动车组”，1976年引入更多同型列车。与在芝加哥↔圣路易斯、芝加哥↔底特律两条线路上运行的同型列车一样，美铁在1976年放弃了原有列车命名，转而统一使用“美铁燃气轮机动车组”品牌，但在1980年恢复了原有列车命名。1981年，“美铁燃气轮机动车组”全部退役，这些列车的退役标志着“美铁燃气轮机动车组”在美国中西部地区服务的结束。

### RTG-2型
1985年至1988年间，比奇格罗夫车辆段翻新了3列“RTG型美铁燃气轮机动车组”（编号64至69），用于纽约州帝国走廊，经此次翻新后的动车组改称“RTG-2型美铁燃气轮机动车组”。每列“RTG-2型美铁燃气轮机动车组”均采用和“RTL型美铁燃气轮机动车组”一样的头型。为进入纽约大中央车站，“RTG-2型美铁燃气轮机动车组”增加了第三轨。此次翻新用新型3000马力（2200千瓦）Turbomeca发动机取代了原来的发动机。
3列“RTG-2型美铁燃气轮机动车组”于1988年和“RTL型美铁燃气轮机动车组”一同开始帝国走廊运行。 20世纪90年代初的维护不足降低了“RTG-2型美铁燃气轮机动车组”的可靠性，并导致1993年—1994年发生了几起火灾。1994年9月11日，“RTG-2型美铁燃气轮机动车组”在纽约宾夕法尼亚车站发生火灾后，美铁退役了“RTG-2型美铁燃气轮机动车组”。